# Sericochroa broma
Sericochroa broma är en fjärilsart som beskrevs av William Schaus 1906. Sericochroa broma ingår i släktet Sericochroa och familjen tandspinnare. Inga underarter finns listade i Catalogue of Life.